# Verbove, Vilneansk
Verbove (în ucraineană Вербове) este un sat în comuna Hnarovske din raionul Vilneansk, regiunea Zaporijjea, Ucraina.

## Demografie
Componența lingvistică a localității Verbove
     Ucraineană (68,95%)
     Rusă (31,05%)
Conform recensământului din 2001, majoritatea populației localității Verbove era vorbitoare de ucraineană (68,95%), existând în minoritate și vorbitori de rusă (31,05%).